# Bladåkers socken
Bladåkers socken i Uppland ingick i Närdinghundra härad, ingår sedan 1971 i Uppsala kommun och motsvarar från 2016 Bladåkers distrikt.
Socknens areal är 99,61 kvadratkilometer, varav 90,05 land.  År 2000 fanns här 274 invånare.  Godset Rungarn samt kyrkbyn Bladåkersby med sockenkyrkan Bladåkers kyrka ligger i socknen.  

## Administrativ historik
Socknen har medeltida ursprung.
Vid kommunreformen 1862 övergick socknens ansvar för de kyrkliga frågorna till Bladåkers församling och för de borgerliga frågorna till Bladåkers landskommun. Landskommunen inkorporerades 1952 i Knutby landskommun som uppgick 1971 i Uppsala kommun vilket också innebar att området då överfördes från Stockholms län till Uppsala län.  Församlingen uppgick 2010 i Knutby-Bladåkers församling.
1 januari 2016 inrättades distriktet Bladåkers, med samma omfattning som församlingen hade 1999/2000.  
Socknen har tillhört län, fögderier, tingslag och domsagor enligt vad som beskrivs i artikeln Närdinghundra härad. De indelta soldaterna tillhörde Upplands regemente, Rasbo kompani och  Livregementets dragonkår, Roslags skvadron.

## Geografi
Bladåkers socken ligger öster om Uppsala med Olandsåns i nordväst, Giningesjöana i väster och kring södra delen av sjön Vällen i norr. Socknen är en bergig skogsbygd med odlingsbygd i norr.
Socknen östligaste punkt är Kasbol invid sjön Storklinten. Den östligaste orten Österbyggeby ligger 2 km väster om Kasbol. Socknen avgränsas i övrigt i öst av Aspdalssjön och gränsen mot Ununge samt Edebo socknar i Norrtälje kommun, Stockholms län. I nordväst avgränsas socknen av Olandsån på en sträcka av cirka två kilometer. I övrigt i väster avgränsar sjöarna Norr-Giningen och Söder-Giningen. Södra delen av sjön Vällen ligger i socknen, som även omfattar byar som Bennebol, Pettbol samt Kolarmora. Här ligger även egendomarna Rungarn samt Norrgarn. 
Socknen korsas av vandringsleden Upplandsleden.

## Fornlämningar
Från bronsåldern finns spridda gravrösen. Från järnåldern finns flera gravfält och en fornborg.

## Namnet
Namnet skrevs 1303 Bledaker kommer från kyrkbyn. Namnet innehåller blad och åker med oklar tolkning.